# Паймушин, Виталий Николаевич
Паймушин Виталий Николаевич (род. 17 марта 1947, Новый Сундырь, Комсомольский район, Чувашская АССР) — советский и российский учёный в области механики, действительный член Академии наук Республики Татарстан (2008), доктор физико-математических наук, профессор. Заслуженный деятель науки РФ (2001), заслуженный деятель науки и техники РТ (1992), лауреат именной премии им. Х. М. Муштари АН РТ и Государственной премии РТ в области науки и техники. Заведующий кафедрой сопротивления материалов, директор Научно-технического центра проблем динамики и прочности КГТУ им. А. Н. Туполева.

## Биография
Родился 17 марта 1947 г. В. Н. Паймушин является одним из ведущих в стране учёных-механиков, широко известных мировой науке в её соответствующих областях. Среди его учеников более 30 кандидатов и 8 докторов наук.

## Научное направление
Его научная деятельность связана в основном с фундаментальными и прикладными исследованиями проблем механики деформируемых твердых тел и тонкостенных конструкций, разработкой численных и аналитических методов решения задач и с проблемами их реализации на ЭВМ.
Им разработаны уточненные варианты теории слоистых пластин и оболочек. Основополагающими из них являются теории трехслойных и многослойных оболочек со слоями переменной толщины, построенные с корректным учетом всех главных особенностей геометрического и физико-механического характера, а также уточненная теория устойчивости трехслойных элементов конструкций.
В области прикладной и вычислительной математики В. Н. Паймушиным разработаны весьма эффективные гибридные численные методы решения задач механики деформируемых твердых тел и тонкостенных конструкций, а также методы решения задач параметризации поверхностей сложной формы, областей неканонических очертаний, составившие новое направление науки на стыке дифференциальной геометрии, теории поверхностей и механики оболочек.
Им разработаны также принципиально новые подходы к созданию методов прочностного анализа сложных машиностроительных конструкций и сооружений на базе распределенных и параллельных вычислительных систем, основывающихся на комплексном решении проблем вычислительной геометрии, математики, механики деформируемых твердых тел и информатики.
Результаты фундаментальных исследований В. Н. Паймушина имеют и ярко выраженную практическую направленность. На их основе им совместно с учениками и последователями разработаны методы и программное обеспечение для прочностного анализа изделий конструкционной оптики летательных аппаратов, лопастей гребных винтов и многих других изделий специального назначения. Использование этих результатов позволило обеспечить полное научное сопровождение проектирования и строительства внеклассного мостового перехода через р. Каму у с. Сорочьи Горы РТ, тоннелей и станций метрополитена г. Казани, реконструкции и разработки проекта восстановления моста через р. Казанку. Цикл научно-исследовательских работ «Математическое моделирование в мостостроении с приложениями к реконструкции моста через р. Казанку и проектированию и строительству моста через р. Каму», выполненных под руководством В. Н. Паймушина, в 2004 г. был удостоен Государственной премии РТ в области науки и техники.
В. Н. Паймушин — автор более 350 научных статей и 6 монографий.

## Работы и публикации
1. Аналитические решения пространственной задачи о свободных колебаниях тонкого прямоугольного параллелепипеда (пластины) со свободными гранями / В. Н. Паймушин, Т. В. Полякова // Учён. зап. Казан. гос. ун-та. Сер. Физ.-матем. науки, 152:4 (2010), 195—209
2. Точные решения задач об изгибных и поперечно-сдвиговых формах потери устойчивости и свободных колебаний прямоугольной ортотропной пластины с незакрепленными краями / В. Н. Паймушин, Т. В. Полякова // Учён. зап. Казан. гос. ун-та. Сер. Физ.-матем. науки, 152:1 (2010), 181—198
3. Об уравнениях непротиворечивого варианта геометрически нелинейной теории упругости в квадратичном приближении при малых деформациях / Д. В. Бережной, И. С. Кузнецова, В. Н. Паймушин, А. А. Саченков // // Матем. моделирование и краев. задачи, 1 (2007), 47-49
4. Приближенные аналитические решения задачи о плоских формах свободных колебаний прямоугольной пластины со свободными краями / В. Н. Паймушин // Изв. вузов. Матем., 2006, № 10, 51-58
5. Точные аналитические решения задачи о плоских формах свободных колебаний прямоугольной пластины со свободными краями / В. Н. Паймушин // Изв. вузов. Матем., 2006, № 8, 54-62
6. Исследование взаимодействия бетонного коллектора с сухими и водонасыщенными грунтами / Д. В. Бережной, Ю. Г. Коноплев, В. Н. Паймушин, Л. Р. Секаева // Матем. моделирование и краев. задачи, 1 (2004), 37-39
7. К методу интегрирующих матриц для систем обыкновенных дифференциальных уравнений / Р. З. Даутов, М. М. Карчевский, В. Н. Паймушин // Изв. вузов. Матем., 2003, № 7, 18-26
8. О математических задачах теории многослойных оболочек с трансверсально-мягкими заполнителями / М. М. Карчевский, А. Д. Ляшко, В. Н. Паймушин // Изв. вузов. Матем., 1997, № 4, 66-76
9. О методе интегрирующих матриц решения краевых задач для обыкновенных уравнений четвертого порядка / Р. З. Даутов, В. Н. Паймушин // Изв. вузов. Матем., 1996, № 10, 13-25
10. Уточненная теория устойчивости трехслойных конструкций (линеаризованные уравнения нейтрального равновесия и простейшие одномерные задачи) / В. А. Иванов, В. Н. Паймушин, Т. В. Полякова // Изв. вузов. Матем., 1995, № 3, 15-24
11. Уточненная теория устойчивости трехслойных конструкций (нелинейные уравнения докритического равновесия оболочек с трансверсально-мягким заполнителем) / В. А. Иванов, В. Н. Паймушин // Изв. вузов. Матем., 1994, № 11, 29-42
12. О некоторых численных методах в задачах механики оболочек сложной геометрии / В. Н. Паймушин //  Исслед. по теор. пластин и оболочек, 20 (1990), 10-18
13. К расчету анизотропных пластин и оболочек со сложным контуром / В. Н. Паймушин // Исслед. по теор. пластин и оболочек, 19 (1985), 100—110
14. Уравнения теории многослойных оболочек со слоями переменной толщины и их применение к задачам теории упругости в неканонических областях / В. Н. Паймушин, В. Г. Демидов // Исслед. по теор. пластин и оболочек, 18:2 (1985), 54-65
15. Нелинейное деформирование фрагмента оболочки вращения со сложным очертанием контура / Е. А. Гоцуляк, В. И. Гуляев, И. Кубор, В. Н. Паймушин // Исслед. по теор. пластин и оболочек, 17:2 (1984), 45-55
16. К нелинейной теории трехслойных оболочек со слоями переменной и сложной геометрии / В. Н. Паймушин, С. В. Андреев // Исслед. по теор. пластин и оболочек, 16 (1981), 29-36
17. Об одной форме основных соотношений теории тонких оболочек сложной формы, пологих относительно поверхности отсчета /В. Н. Паймушин // Исслед. по теор. пластин и оболочек, 15 (1980), 70-77
18. Аналитические решения пространственной задачи о свободных колебаниях тонкого прямоугольного параллелепипеда (пластины) со свободными гранями / В. Н. Паймушин, Т. В. Полякова // Учён. зап. Казан. гос. ун-та. Сер. Физ.-матем. науки, 152:4 (2010), 195—209
19. Точные решения задач об изгибных и поперечно-сдвиговых формах потери устойчивости и свободных колебаний прямоугольной ортотропной пластины с незакрепленными краями / В. Н. Паймушин, Т. В. Полякова // Учён. зап. Казан. гос. ун-та. Сер. Физ.-матем. науки, 152:1 (2010), 181—198
20. Уточненная теория устойчивости трехслойных конструкций (линеаризованные уравнения нейтрального равновесия и простейшие одномерные задачи) / В. А. Иванов, В. Н. Паймушин, Т. В. Полякова // Изв. вузов. Матем., 1995, № 3, 15-24